# Sot de Chera (kommun)
Sot de Chera är en kommun i Spanien.   Den ligger i provinsen Província de València och regionen Valencia, i den östra delen av landet, 260 km öster om huvudstaden Madrid. Antalet invånare är 405. Arean är 39 kvadratkilometer. Sot de Chera gränsar till Chera och Loriguilla. 
Terrängen i Sot de Chera är huvudsakligen kuperad.